# Okopî, Borșciv
Okopî (în ucraineană Окопи) este un sat în comuna Vîhoda din raionul Borșciv, regiunea Ternopil, Ucraina. 
Până în 1918 a fost cea mai estică localitate a Austriei din cadrul Imperiului Austro-Ungar.

## Demografie
Componența lingvistică a localității Okopî
     Ucraineană (100%)
Conform recensământului din 2001, toată populația localității Okopî era vorbitoare de ucraineană (100%).